# Tang Yi
Tang Yi (唐奕S, Táng YìP; Shanghai, 8 gennaio 1993) è un'ex nuotatrice cinese.

## Palmarès
- Giochi olimpici

Londra 2012: bronzo nei 100m sl.
- Mondiali

Shanghai 2011: argento nella 4x100m misti e bronzo nella 4x200m sl.
- Mondiali in vasca corta

Dubai 2010: oro nella 4x200m sl e nella 4x100m misti e bronzo nella 4x100m sl.
Istanbul 2012: bronzo nei 100m sl e nella 4x200m sl.
- Giochi asiatici

Doha 2006: oro nella 4x100m sl e nella 4x200m sl.
Canton 2010: oro nei 100m sl, nella 4x100m sl, nella 4x200m sl e nella 4x100m misti, argento nei 50m sl e nei 200m sl.
Incheon 2014: oro nella 4x100m sl e nella 4x200m sl, argento nei 100m sl, bronzo nei 50m sl e nei 200m sl.
- Campionati asiatici

Foshan 2009: argento nei 50m sl, nei 100m sl e nei 200m sl.
Dubai 2012: oro nei 50m sl, nei 100m sl, nella 4x200m sl e nella 4x100m misti e argento nei 200m sl.
Tokyo 2016: oro nella 4x100m sl.
- Giochi olimpici giovanili

Singapore 2010: oro nei 50m sl, nei 100m sl, nei 200m sl, nella 4x100m sl, nell 4x100m sl mista e nella 4x100m misti mista.
- Universiadi

Shenzen 2011: oro nei 100m sl e nella 4x100m misti, bronzo nella 4x100m sl e nella 4x200m sl.